# Николаевка (Забайкальский край)
Николаевка — село в Александрово-Заводском районе Забайкальского края России. Административный центр и единственный населённый пункт сельского поселения «Николаевское».

## География
Село находится в северо-западной части района, на левом берегу реки Богдарин (бассейн реки Газимур), на расстоянии примерно 19 километров (по прямой) к северо-западу от села Александровский Завод. Абсолютная высота — 908 метров над уровнем моря.
Климат
Климат характеризуется как резко континентальный с продолжительной холодной малоснежной зимой и сравнительно тёплым летом. Средняя температура воздуха самого холодного месяца (января) составляет −26,8 °C; средняя температура самого тёплого месяца (июля) — 17,1 °C. Среднегодовое количество атмосферных осадков составляет 350—410 мм. Продолжительность безморозного периода составляет от 110 до 120 дней в году.
Часовой пояс
Село Николаевка находится в часовой зоне МСК+6. Смещение применяемого времени относительно UTC составляет +9:00.

## История
Основано в 1893 году.

## Население
| 1989 | 2002 | 2010 | 2012 | 2013 | 2014 | 2015 |
| ---- | ---- | ---- | ---- | ---- | ---- | ---- |
| 385  | ↘203 | ↘141 | ↘140 | ↗142 | ↘138 | ↗140 |
| 2016 | 2017 | 2018 | 2019 | 2020 | 2021 |      |
| ↘136 | ↘131 | ↘130 | ↘123 | ↘117 | ↘92  |      |

Половой состав
По данным Всероссийской переписи населения 2010 года в гендерной структуре населения мужчины составляли 53,2 %, женщины — соответственно 46,8 %.
Национальный состав
Согласно результатам переписи 2002 года, в национальной структуре населения русские составляли 100 % из 203 чел.

## Инфраструктура
В селе функционируют основная общеобразовательная школа и фельдшерско-акушерский пункт.

## Улицы
Уличная сеть села состоит из шести улиц.